# Дубовка (деревня, Москва)
Дубовка — деревня в Троицком административном округе Москвы (до 1 июля 2012 года в составе Подольского района Московской области). Входит в состав поселения Клёновское.

## Население
| 2002 | 2006 | 2010 |
| ---- | ---- | ---- |
| 20   | ↗29  | ↗31  |

Согласно Всероссийской переписи, в 2002 году в деревне проживало 20 человек (8 мужчин и 12 женщин). По данным на 2005 год в деревне проживало 29 человек.

## География
Деревня Дубовка расположена примерно в 57 км к юго-западу от центра Москвы. Севернее деревни проходит Варшавское шоссе. Неподалёку от деревни протекает река Моча. Ближайший населённый пункт — деревня Мешково.